# Resistenza ebraica
La resistenza ebraica fu una serie di operazioni messe in atto sia da parte di «gruppi organizzati» che di singoli ebrei per resistere o contrastare l'oppressione della Germania nazista, soprattutto durante il periodo della Shoah nella seconda guerra mondiale.

## La Resistenza ebraica in Europa
A causa della accurata organizzazione e della soverchiante potenza militare della Germania nazista e dei suoi alleati, molti ebrei non furono in grado di scampare alle uccisioni di massa. Ci furono comunque molti casi di tentativi di resistenza in varie forme di oltre un centinaio di rivolte ebraiche.
La più grande dimostrazione di forza della resistenza ebraica fu la rivolta del ghetto di Varsavia, dall'aprile al maggio del 1943, mentre stava per iniziare la liquidazione totale del ghetto con le ultime deportazioni verso i campi di sterminio. La ŻOB e altre organizzazioni più piccole resistettero ai nazisti per 27 giorni, prima di essere tutte annientate. Ci furono anche molte altre insurrezioni armate nei ghetti, di cui però nessuna ebbe successo.
Ci furono tentativi di resistenza anche nei campi di sterminio. Nell'agosto 1943 scoppiò una rivolta al campo di sterminio di Treblinka. Molti edifici furono bruciati e settanta detenuti riuscirono a fuggire però altri 1.500 furono uccisi; i danni arrecati interruppero le procedure di eliminazione con le camere a gas per un mese. Nell'ottobre 1943 avvenne un'altra ribellione al campo di sterminio di Sobibór, questo tentativo ebbe più successo, 11 guardie delle SS furono uccise, e circa 300 dei 600 internati del campo fuggirono, dei quali circa 50 sopravvissero alla guerra. La fuga indusse le autorità naziste a chiudere il campo. Il 7 ottobre 1944 i Sonderkommando (prigionieri tenuti separati dagli altri e impiegati nelle operazioni di sterminio con le camere a gas e alla cremazione dei corpi) di Auschwitz insorsero, alcune donne prigioniere sottrassero esplosivo da una fabbrica di armi e fecero esplodere parte del Forno Crematorio IV. I prigionieri tentarono quindi la fuga ma poco dopo furono uccisi tutti e 250.
Ci furono anche gruppi partigiani ebrei che operarono in vari stati (inclusa l'Italia). Anche alcuni ebrei dal Mandato britannico della Palestina, tra cui i più famosi furono Hannah Szenes e Enzo Sereni, che si fecero paracadutare in Europa nel tentativo di organizzare movimenti di resistenza.

## La Resistenza ebraica in Italia
La DELASEM (Delegazione per l'Assistenza degli Emigranti Ebrei) rappresenta la più significativa esperienza di resistenza civile ebraica in Italia. L'associazione fu fondata il 1º dicembre 1939 dall'Unione delle comunità ebraiche italiane come associazione legale di assistenza e distribuzione degli aiuti internazionali alle migliaia di profughi ebrei che cercavano rifugio in Italia per l'espatrio in paesi neutrali. Dopo l'8 settembre 1943, la DELASEM proseguì clandestinamente la sua azione anche durante il periodo dell'occupazione tedesca e della Repubblica Sociale Italiana, con centrali a Roma e Genova, fornendo aiuti economici e carte di identità false ai correligionari perseguitati, potendo godere di una vasta rete di complicità e supporto anche tra non ebrei, molti dei quali sono oggi onorati a Yad Vashem come giusti tra le nazioni. Tra gli ebrei italiani direttamente impegnati nell'organizzazione si ricordano in particolare: Lelio Vittorio Valobra e Massimo Teglio a Genova, Giorgio Nissim a Lucca, Mario Finzi a Bologna, Nathan Cassuto, Raffaele Cantoni e Matilde Cassin a Firenze, Dante Almansi, Settimio Sorani e Giuseppe Levi a Roma, Salvatore Jona in Piemonte.

Numerosissimi (circa 2000) furono gli ebrei che parteciparono attivamente alla Resistenza (1000 inquadrati come partigiani e 1000 in veste di "patrioti"), con la massima concentrazione (circa 700) in Piemonte. La percentuale, pari al 4 per cento della popolazione ebraica italiana, è di gran lunga superiore a quella degli italiani nel loro complesso. Circa 100 ebrei caddero in combattimento o, arrestati, furono uccisi nella penisola o in deportazione; otto furono insigniti di medaglia d'oro alla memoria (Eugenio Colorni, Eugenio Curiel, Eugenio Calò, Mario Jacchia, Rita Rosani, Sergio Forti, Ildebrando Vivanti, Sergio Kasman). Tra gli esponenti ebrei di maggior rilievo della Resistenza si annoverano: Enzo Sereni, Emilio Sereni, Vittorio Foa, Carlo Levi, Primo Levi, Umberto Terracini, Leo Valiani, e Elio Toaff. Fra i caduti, vanno ricordati il bolognese Franco Cesana, il più giovane partigiano d'Italia, i torinesi Emanuele Artom e Ferruccio Valobra, i triestini Eugenio Curiel e Rita Rosani, il milanese Eugenio Colorni, il toscano Eugenio Calò, gli emiliani Mario Finzi e Mario Jacchia, e l'intellettuale Leone Ginzburg. Valgono per tutti le parole che Ferruccio Valobra scrisse alla moglie e alla figlia a poche ore dalla sua esecuzione:
Da segnalare infine è la presenza della Brigata ebraica, inquadrata nel'esercito regolare britannico, che nel 1944-45 operò sul fronte italiano e alla quale si unirono ebrei italiani dalla Palestina o dalle zone liberate. (nessuna fonte riportata)

## Organizzazioni
- American Jewish Joint Distribution Committee
- Antyfaszystowska Organizacja Bojowa
- DELASEM
- Fareinigte Partizaner Organizacje
- Hashomer Hatzair
- Movimento Sionista Giovanile
- Żydowska Organizacja Bojowa
- Żydowski Związek Walki

## Partigiani
- Mordechaj Anielewicz
- Yitzhak Arad
- fratelli Bielski
- Maša Bruskina
- Eugenio Calò
- Franco Cesana
- Szymon Datner
- Abba Kovner
- Dov Lopatyn
- Moše Pijade
- Haviva Reik
- Hannah Szenes
- Simcha Zorin
- Sergio Forti
- Ildebrando Vivanti
- Sergio Kasman

## Rivolte
- rivolta del ghetto di Będzin
- rivolta del ghetto di Białystok
- rivolta del ghetto di Częstochowa
- rivolta del ghetto di Cracovia
- rivolta del ghetto di Łachwa
- rivolta del ghetto di Łódź
- rivolta del ghetto di Leopoli
- rivolta del ghetto di Marcinkance
- rivolta del ghetto di Mińsk Mazowiecki
- rivolta del ghetto di Pińsk
- protesta di Rosenstrasse
- rivolta del ghetto di Sosnowiec
- rivolta del ghetto di Varsavia
- rivolta del ghetto di Vilnius